# British Institute of Professional Photography
Le British Institute of Professional Photography (BIPP) est une organisation à but non lucratif pour les photographes professionnels au Royaume-Uni. Les membres doivent être des professionnels qualifiés et accepter d'être liés par le code de conduite du BIPP.
L'institut a été formé sous le nom de The Professional Photographers' Association le 28 mars 1901, lors d'une réunion dans un hôtel de Fleet Street, et a depuis changé de nom à trois reprises, y compris Institute of Incorporated Photographers. De 100 membres à ses débuts, l'institut compte aujourd'hui 3 000 membres. Les membres peuvent se qualifier à trois niveaux différents évalués par le BIPP, le plus élevé étant celui de Fellowship (FBIPP).
L'actuel PDG du British Institute of Professional Photography est Martin Baynes.
L'actuel président du British Institute of Professional Photography est Jon Cohen.

## Structure organisationnelle
Le Conseil consultatif des services aux membres (MSAB) est composé de membres proposés par leur région. Les MSAB sont également responsables du choix du conseil d'administration.